# Guillem de Combret
|  | Per a altres significats, vegeu «Sant Guillem (desambiguació)». |

Guillem de Combret, ermità al Vallespir, fou una figura llegendària. En realitat, la llegenda del sant s'origina per l'existència de l'ermita romànica, fundada al segle ix, de Sant Guillem de Combret, al terme de l'actual comuna del Tec, al Vallespir. És situada al sector mitjà de la vall de la Comalada, al vessant sud del massís del Canigó i en terres de l'abadia de Santa Maria d'Arles, al camí que comunica Sant Miquel de Cuixà amb Santa Maria d'Arès i d'allí passa el Pirineu per continuar envers Santiago de Compostel·la.
Es deia que l'ermita fou construïda com a refugi de pelegrins per un home anomenat Guillem, que la dedicà a Santa Maria Magdalena. Guillem, que hi restà com a eremita, hi acollia els pelegrins sense cobrar-los res. La capella es troba esmentada per primer cop en 1007, amb el nom de Santa Magdalena. Amb el pas del temps i ja mort Guillem, la capella començà a ésser coneguda pel nom de l'ermità, com a capella de Sant Guillem, per la fama de santedat amb què havia viscut i mort l'eremita i malgrat que no havia estat beatificat.
El nom de Sant Guillem es consolidà a l'ermita al segle xiii, quan ja en fou considerat el segon patró. Amades comenta que la festivitat del sant de Combret era el 19 de juny. Avui, la festa litúrgica de l'ermita es fa el 28 de maig, honorant Sant Guillem de Gel·lona.

## Llegendes de Sant Guillem
La llegenda parteix de la història real, i presenta Guillem com a virtuós eremita que acull els pelegrins. Després se l'afegiren detalls llegendaris provinents de les tradicions de Sant Guillem de Vercelli i Sant Guillem el Gran. La zona, però, era amenaçada per un drac ferotge que hi feia estralls i vivia al Canigó: Guillem s'hi adreçà i, només amb el senyal de la creu, acabà amb el drac.
El sant menjava herbes i baies, i la llet de dues daines que cada dia anaven a l'ermita i es deixaven munyir per l'ermità. Un dia, aquest pensà que l'ermita havia de tenir una campana per cridar a missa. Anà a Arles i demanà a uns fargaires que li donessin el metall necessari per fer-la; per treure-se'l de sobre, li digueren que li donarien el metall que ell mateix pogués agafar amb les mans: com que l'estaven treballant, era metall roent i comptaven que no s'hi podria apropar. Guillem, però, prengué el metall fos amb les mans i, sense cap problema, el moldejà amb els dits, fent una campana. Un cop feta, la carregà a coll i marxà cap a l'ermita, agraïnt el regal als fargaires que, sorpresos, es convertiren immediatament.a La campana de ferro forjat, datada pels experts com del segle xi o XII, té un acabat irregular que, segons W. Strabon, demostra que fou feta de forja, en comptes de la més comuna fosa en bronze.
Guillem demanà als pagesos que li ajudessin a construir l'ermita. Un d'ells, que carretejava pedres, portà una de molt pesada i la va maleir. El sant, que era a l'altra banda de la muntanya, el sentí i quan tornà digué al pagès que llencés la pedra perquè no volia a la seva capella una pedra maleïda.

### L'espasa d'Otger
Otger Cataló lluitava amb una espasa que li havia donat Sant Jordi i que era capaç de tallar el ferro. En morir, en braços de l'avi de Guillem, li donà l'espasa, encarregant-li que només la donés a un cavaller valent que la brandés contra els musulmans quan la pàtria estigués en perill. L'espasa passà a mans de Guillem de Combret, que la guardà acuradament. Quan sabé que els musulmans s'apropaven a Elna, cridà el comte Tallaferro i li donà l'espasa d'Otger perquè la fes servir per alliberar el país. En sortir de l'ermita, la campana tocà tota sola, cridant a sometent perquè tothom s'unís per lluitar contra els enemics.